# August Kierspel
August Kierspel (* 6. August 1884 in Bergisch Gladbach; † 9. Februar 1967 ebenda) war ein deutscher Lehrer und Heimatdichter.

## Leben
Als Sohn des Ersten Stadtsekretärs Gerhard Kierspel wurde August Kierspel 1884 in dem kleinen inzwischen abgerissenen Fachwerkhaus am „Driescher Krücks“ geboren. Das Kreuz steht nach wie vor am alten Platz im Ortsteil Driesch. Kierspel wurde 1904 zunächst Volksschullehrer in Herkenrath und Gronau und hatte auch eine Ausbildung als Turnlehrer. Im Jahr 1921 schloss er ein Studium als Diplom-Handelslehrer ab und engagierte sich als solcher an der „Berufs- und Handelsschule“  Bergisch Gladbach. Im Jahr 1927 erhielt er hier die Ernennung zum „Direktor-Stellvertreter“ und 1947 die Ernennung zum „Berufsschuldirektor“. Dem heimischen Handwerk war er sehr verbunden und setzte sich für die Förderung der Weiterbildung bei den Meisterprüfungen ein. Durch Gründung verschiedener Fachabteilungen innerhalb der Kolpingsfamilie schaffte er Gelegenheiten zur außerberuflichen Weiterbildung.
Neben seiner Berufstätigkeit war er ein begeisterter Freund des Deutschen Liedguts. Als Zwanzigjähriger gründete er mit Freunden den Quartettverein „Sangesfreunde“ und wurde ihr erster Dirigent. Außerdem war er Dirigent des „MGV Liederkranz 1845“ und dessen Vorsitzender bis 1936. Anschließend ernannte man ihn zum Ehrenvorsitzenden, nachdem er zum Kreisvorsitzenden des „Rheinisch-Bergischen-Sängerkreises“ gewählt worden war. Dieses Amt übte er zeit seines weiteren Lebens aus; es brachte ihm den Namen „Sängervater“ ein.
Auch als Heimatdichter machte er sich einen großen Namen. Zusammen mit Hermann Ritter und Bertram Steinbach verkündete er am 20. Oktober 1919 die Herausgabe eines „Bergischen Volkskalenders“, der künftig jährlich erscheinen solle.  Die ersten fünf Jahrgänge erschienen im Eigenverlag von August Kierspel. Mit dem Bergischen Kalender 1926 kam es zur Herausgabe im Verlag von „Joh. Heider“; heute heißt das Werk Rheinisch-Bergischer Kalender. In liebevoller Kleinarbeit hat August Kierspel in seinen lyrischen Gedichten mundartlich die Bergische Landschaft  mit ihren Menschen, Tieren, Blumen, Festen und Bräuchen gezeichnet.  Sein Theaterstück „Us ahler bergischer Zick“ brachte es noch 1982 und 1983 zu 10 vollkommen ausverkauften Aufführungen durch das Laientheater „Am Strungerbaach“ unter der Spielleitung von Herbert Stahl.

## Ehrungen
- Treudienst-Ehrenzeichen des Deutschen Handwerks 1944
- Ehrennadel in Gold mit Schleife des Deutschen Sängerbundes 1966
- Goldene Gedenkmünze der Stadt Bergisch Gladbach 1959
- Bundesverdienstkreuz am Bande der Bundesrepublik Deutschland 1959
- Widmung der „August-Kierspel-Straße“  durch die Stadt Bergisch Gladbach 1971

## Schriften
- Us ahler bergischer Zick, Volksstück in drei Akten, Bergisch Gladbach o. J. („Allen braven bergischen Zaldaten“ 1916 „ins Feld“ geschickt)
- Bergische Hemed, Volksstück in 4 Akten, Bergisch Gladbach o. J. (vermutlich 1920)
- Der erste Doktor, Volksstück in 4 Akten, Bergisch Gladbach o. J. (vermutlich 1921)
- Bergische Bildcher, Gedichte in Rheinisch-Bergischer Mundart, Bergisch Gladbach 1948